# Matt Damon
Matthew Paige Damon, detto Matt (Cambridge, 8 ottobre 1970), è un attore, produttore cinematografico e sceneggiatore statunitense.
Damon ha lavorato con importanti registi del cinema moderno (tra gli altri, Martin Scorsese, Clint Eastwood, Francis Ford Coppola, Steven Spielberg, Ridley Scott, Christopher Nolan, Gus Van Sant, Robert Redford, i fratelli Coen, Steven Soderbergh e Cameron Crowe), passando dalla commedia brillante (la trilogia Ocean's) ai film d'azione (ha interpretato il protagonista nella saga di Jason Bourne), fino al western moderno (Geronimo, Il Grinta).
Nel 1998 vince insieme all'amico Ben Affleck il Golden Globe per la migliore sceneggiatura e l'Oscar per la migliore sceneggiatura originale, venendo candidato anche nella categoria migliore attore protagonista ai premi Oscar per Will Hunting - Genio ribelle. Nel 2010 riceve la sua seconda candidatura agli Oscar come miglior attore non protagonista per la sua interpretazione in Invictus - L'invincibile. Ha in seguito vinto il Golden Globe per il miglior attore in un film commedia o musicale per il film Sopravvissuto - The Martian nel 2016. Per lo stesso film, riceve la sua quarta candidatura per l'Oscar per il miglior attore.
Damon è diventato noto per la sua versatilità, protagonista di film commercialmente e criticamente di successo come il killer Jason Bourne nella serie di Bourne, di un anti-eroe ne Il talento di Mr. Ripley (1999), di un angelo in Dogma (1999), di un giovane soldato in Salvate il soldato Ryan (1998), di un gemello siamese in Fratelli per la pelle (2003). Ha ottenuto il plauso della critica per le sue interpretazioni in drammi quali Syriana (2005), The Good Shepherd (2006), The Departed (2006), The Informant! (2009) e Hereafter (2010). Nel 2016 è stato uno dei produttori del film Manchester by the Sea, con il quale ha ottenuto la candidatura agli Oscar per il miglior film.

## Biografia
Matt Damon nasce in una famiglia nella quale il padre, Kent Telfer Damon, è un banchiere, mentre la madre, Nancy Carlsson Paige è una professoressa di pedagogia alla Lesley University. Il padre ha origini scozzesi e inglesi, mentre la madre ha origini finlandesi e svedesi. Il fratello Kyle è uno scultore e artista. I suoi genitori hanno divorziato quando aveva 2 anni e lui rimase con la madre. All'età di dieci anni conosce Ben Affleck, che viveva a due isolati di distanza e con il quale stringe una solida amicizia, coltivata anche tra i banchi del liceo, e condivide la passione per il cinema. Negli studi ottiene grandi risultati e riesce a entrare all'Università di Harvard, che abbandonerà dopo tre anni per dedicarsi al cinema, la sua grande passione.

### Carriera

#### Gli inizi
Dopo aver calcato i palcoscenici teatrali, debutta al cinema nel 1988 con un piccolo ruolo in Mystic Pizza. Dopo una serie di ruoli minori ottiene la prima prova importante interpretando un reduce tossicodipendente della guerra del Golfo al fianco di Denzel Washington e Meg Ryan ne Il coraggio della verità. Per questo ruolo, Damon perse circa 20 kg senza l'aiuto di uno specialista, compromettendo il suo metabolismo.
Da quel momento la sua carriera inizia a decollare, tant'è che nel 1997 viene chiamato da Francis Ford Coppola per il ruolo da protagonista nell'adattamento cinematografico del best seller di John Grisham L'uomo della pioggia. Nello stesso anno, assieme all'amico Ben Affleck, scrive la sceneggiatura di Will Hunting - Genio ribelle, diretto da Gus Van Sant, che nel 1998 li porta a vincere l'Oscar per la migliore sceneggiatura originale; i due recitano nella pellicola accanto a Robin Williams, anche lui premiato come miglior attore non protagonista. Dopo aver conseguito l'Oscar viene scelto da Steven Spielberg per Salvate il soldato Ryan. Nello stesso anno (1998) sarà attore protagonista in Il giocatore (Rounders), regia di John Dahl, al fianco di Edward Norton.

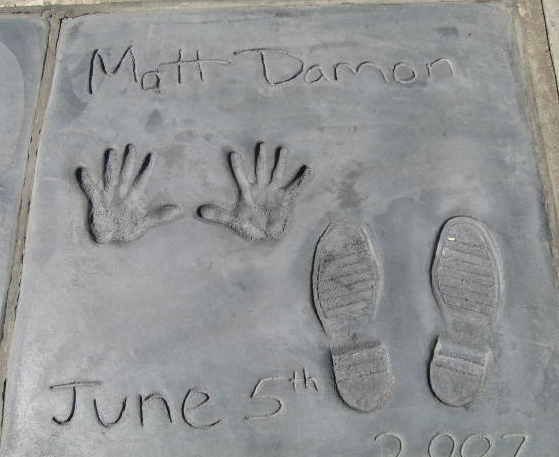
Le impronte di Matt Damon di fronte al Mann's Chinese Theater a Los Angeles

A questo punto Matt diventa uno degli attori più richiesti di Hollywood: recita ne Il talento di Mr. Ripley (per il quale riceve una candidatura al Golden Globe), La leggenda di Bagger Vance, la trilogia Ocean's e in molti altri film di successo. Nel luglio 2007 riceve la stella N° 2343 sulla Walk of Fame di Hollywood e lascia le sue impronte presso il Mann's Chinese Theater di Los Angeles. Nel 2009 viene diretto da Steven Soderbergh nella commedia nera The Informant! dove interpreta Mark Whitacre, un biochimico informatore dell'FBI. Il film, basato su una storia vera, è tratto dal libro-inchiesta The Informant (a True Story), scritto dal giornalista Kurt Eichenwald.

#### Jason Bourne
Nel 2002 con The Bourne Identity dà inizio alla saga cinematografica dedicata all'ex-agente segreto Jason Bourne (protagonista dei romanzi di Robert Ludlum), che prosegue con The Bourne Supremacy (2004) e The Bourne Ultimatum - Il ritorno dello sciacallo (2007), pellicole che hanno realizzato incassi cospicui in tutto il mondo.
Durante la lavorazione del terzo capitolo fu contattato da James Cameron, che gli propose la parte da protagonista in Avatar con un guadagno del 10% sull'incasso totale, ma l'attore essendo già impegnato, fu costretto a rifiutare. Alla fine del 2014 viene annunciato che vestirà nuovamente i panni di Jason Bourne nel quarto capitolo della saga, il quinto se si considera anche lo spin-off dal titolo The Bourne Legacy (2012). L'uscita della pellicola Jason Bourne è avvenuta nel luglio del 2016 negli Stati Uniti, mentre in Italia a partire dal primo settembre dello stesso anno. Il film ha un buon successo incassando 415,5 milioni di dollari in tutto il mondo.

#### Dal 2010 ad oggi
Viene candidato all'Oscar per il miglior attore non protagonista nel 2010 per la sua interpretazione in Invictus - L'invincibile, diretto da Clint Eastwood. L'anno successivo ha recitato nel film Contagion di Steven Soderbergh e ne I guardiani del destino, basato da un racconto di Philip K. Dick.
Nel 2013 è protagonista insieme a Jodie Foster del film di fantascienza Elysium, diretto da Neill Blomkamp, e del film per la tv Dietro i candelabri, accanto a Michael Douglas, e narra la storia d'amore tra lo show-man Liberace e suo giovane amante Scott Thorson, il film è stato presentato al Festival di Cannes 2013. Nello stesso anno affianca l'amico George Clooney nella pubblicità della Nespresso, lo spot fa guadagnare all'attore circa 150 mila dollari al secondo, per un totale di 3 milioni di dollari per 20 secondi di pubblicità.
Nel 2014 prende parte al film Monuments Men, diretto da George Clooney, la pellicola narra la storia di un gruppo di storici dell'arte che durante la Seconda Guerra Mondiale si mette a caccia di tutti i capolavori finiti nelle mani dei nazisti, per salvaguardare il patrimonio culturale dell'umanità. Il film viene incoronato dal sito US Weekly come peggior film dell'anno. È presente, inoltre, nel cast di Interstellar, film fantascientifico diretto da Christopher Nolan.
Nel 2015 è il protagonista della pellicola Sopravvissuto - The Martian che, diretto da Ridley Scott, narra la storia di un astronauta americano lasciato su Marte dal suo equipaggio che lo credeva morto in una tempesta di sabbia. La pellicola permette all'attore di vincere diversi premi fra cui un Golden Globe per il miglior attore in un film commedia o musicale. L'anno successivo interpreta l'arciere William Garin nel fantastico The Great Wall, diretto da Zhang Yimou. È il film cinese più costoso mai realizzato, anche a causa dell'eccessivo numero di traduttori impiegati, e per prepararsi al ruolo l'attore si è allenato in Ungheria con Lajos Kassai, campione mondiale di tiro con l'arco.
Nel 2017 è protagonista delle pellicole Downsizing - Vivere alla grande e Suburbicon. Il primo film, diretto da Alexander Payne, fa riflettere sui danni ecologici portati dall'uomo sul pianeta, nella seconda pellicola recita accanto a Julianne Moore e viene diretto da George Clooney in un film che affronta le tematiche del razzismo negli anni 50'. Entrambi i film sono stati presentati in concorso alla 74ª Mostra internazionale d'arte cinematografica di Venezia. Nel 2018 prende parte a piccoli camei nei film Unsane e Deadpool 2, inoltre era tornato a vestire i panni Linus Caldwell in Ocean's 8, sequel e spin-off della trilogia Ocean's, ma il suo cameo è stato cancellato dal montaggio finale dopo una petizione web partita a causa delle dichiarazioni dell’attore riguardo ai movimenti femministi #MeToo e Time’s Up.
L'anno successivo divide il grande schermo con Christian Bale nel film Le Mans '66 - La grande sfida, ambientato negli anni '60, quando Ford decise di costruire una vettura più potente per sfidare l'avversaria Ferrari alla 24 Ore di Le Mans del 1966.

## Vita privata
Dal 1998 al 2000 è stato fidanzato con l’attrice Winona Ryder. Avevano fissato la data delle nozze, ma lui decise di interrompere la relazione.

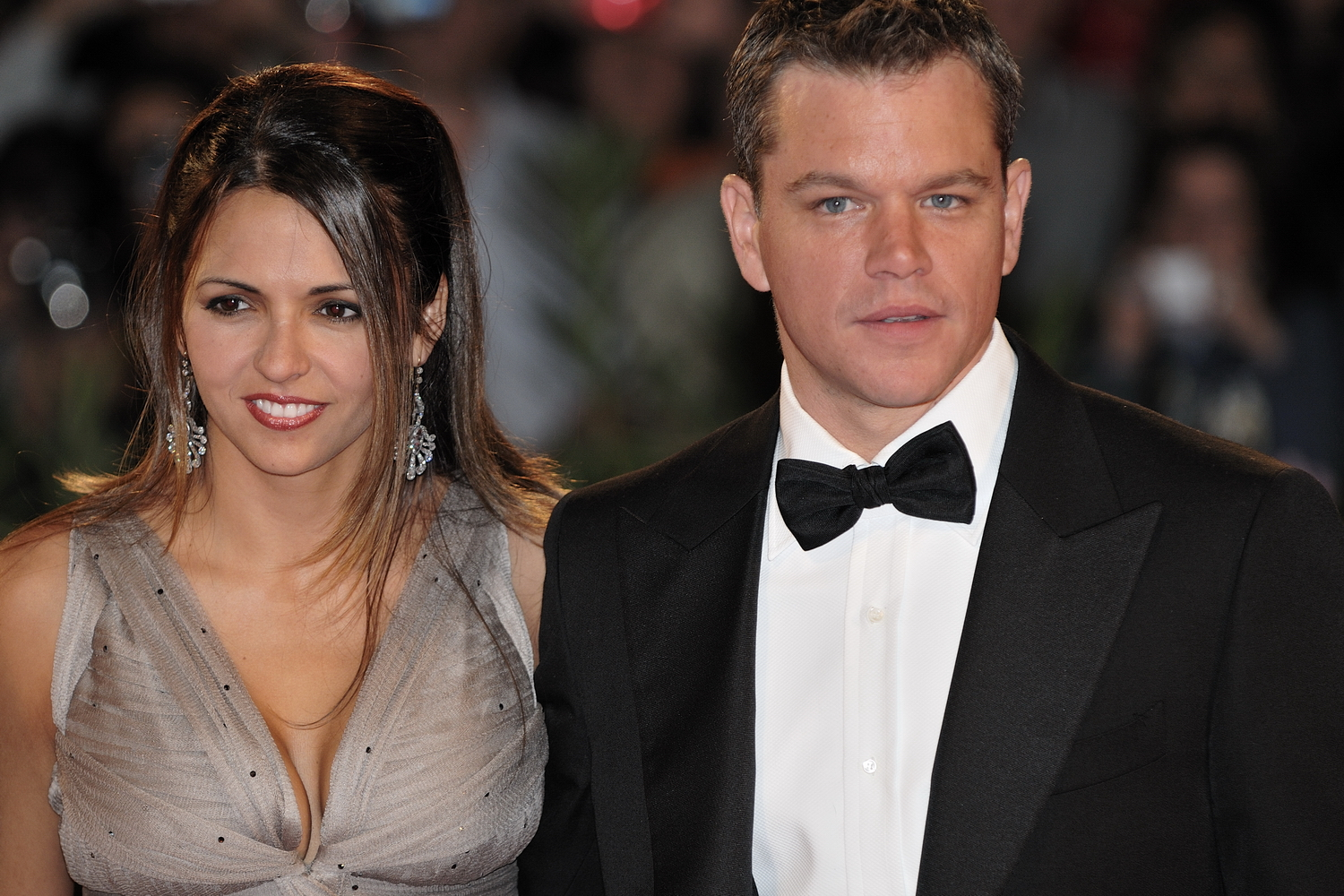
Matt Damon e la moglie Luciana Barroso alla 66ª Mostra internazionale d'arte cinematografica di Venezia (2009)

Il 9 dicembre 2005 si sposa con l'argentina Luciana Barroso, conosciuta in un bar di Miami mentre girava Fratelli per la pelle, diventando il patrigno di Alexia, la figlia che la Barroso ha avuto da una precedente relazione. Dall'unione dei due sono nate tre figlie: Isabella, nata l'11 giugno 2006, Gia Zavala Damon, nata il 20 agosto 2008, e Stella Zavala Damon, nata il 20 ottobre 2010.

## Filmografia

### Attore

#### Cinema

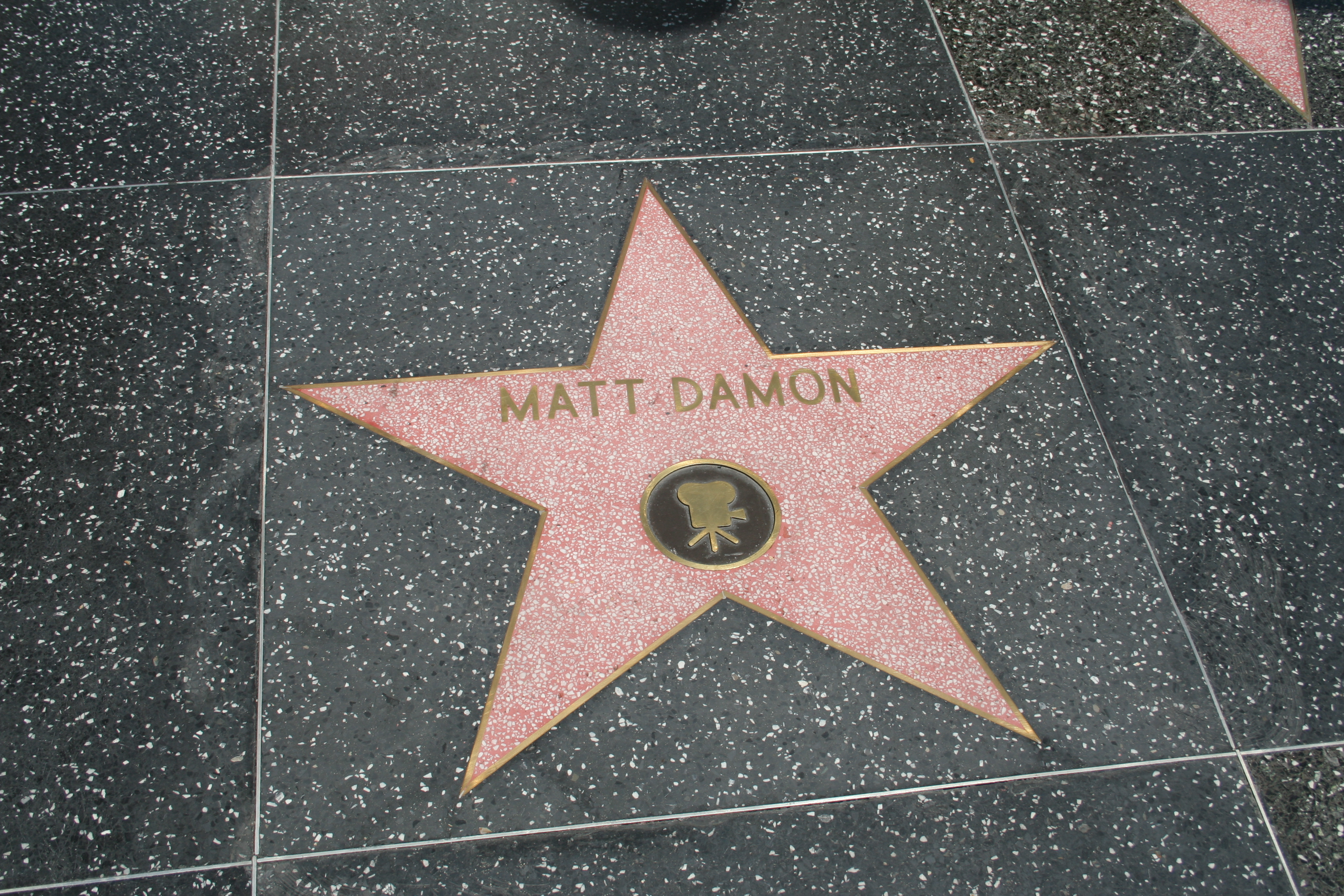
Stella di Matt Damon sulla Hollywood Walk of Fame

- Mystic Pizza, regia di Donald Petrie (1988)
- Diritto d'amare (The Good Mother), regia di Leonard Nimoy (1988) - non accreditato
- L'uomo dei sogni, regia di Phil Alden Robinson (1989) - non accreditato
- Scuola d'onore (School Ties), regia di Robert Mandel (1992)
- Geronimo, regia di Walter Hill (1993)
- Ultimo appello (Glory Daze), regia di Rich Wilkes (1996) - cameo
- Il coraggio della verità (Courage Under Fire), regia di Edward Zwick (1996)
- In cerca di Amy (Chasing Amy), regia di Kevin Smith (1997) - cameo
- L'uomo della pioggia - The Rainmaker (The Rainmaker), regia di Francis Ford Coppola (1997)
- Will Hunting - Genio ribelle (Good Will Hunting), regia di Gus Van Sant (1997)
- Salvate il soldato Ryan (Saving Private Ryan), regia di Steven Spielberg (1998)
- Il giocatore - Rounders (Rounders), regia di John Dahl (1998)
- Dogma, regia di Kevin Smith (1999)
- Il talento di Mr. Ripley (The Talented Mr. Ripley), regia di Anthony Minghella (1999)
- La leggenda di Bagger Vance (The Legend of Bagger Vance), regia di Robert Redford (2000)
- Scoprendo Forrester (Finding Forrester), regia di Gus Van Sant (2000) - cameo
- Passione ribelle (All the Pretty Horses), regia di Billy Bob Thornton (2000)
- Jay & Silent Bob... Fermate Hollywood! (Jay and Silent Bob Strike Back), regia di Kevin Smith (2001) - cameo
- Ocean's Eleven - Fate il vostro gioco (Ocean's Eleven), regia di Steven Soderbergh (2001)
- Gerry, regia di Gus Van Sant (2002)
- Duetto a tre (The Third Wheel), regia di Jordan Brady (2002) - cameo
- The Bourne Identity, regia di Doug Liman (2002)
- Confessioni di una mente pericolosa (Confessions of a Dangerous Mind), regia di George Clooney (2002) - cameo
- Fratelli per la pelle (Stuck on You), regia di Bobby e Peter Farrelly (2003)
- EuroTrip, regia di Jeff Schaffer (2004) - cameo
- Jersey Girl, regia di Kevin Smith (2004) - cameo
- The Bourne Supremacy, regia di Paul Greengrass (2004)
- Ocean's Twelve, regia di Steven Soderbergh (2004)
- I fratelli Grimm e l'incantevole strega (The Brothers Grimm), regia di Terry Gilliam (2005)
- Syriana, regia di Stephen Gaghan (2005)
- The Departed - Il bene e il male (The Departed), regia di Martin Scorsese (2006)
- The Good Shepherd - L'ombra del potere (The Good Shepherd), regia di Robert De Niro (2006)
- Ocean's Thirteen, regia di Steven Soderbergh (2007)
- The Bourne Ultimatum - Il ritorno dello sciacallo (The Bourne Ultimatum), regia di Paul Greengrass (2007)
- Un'altra giovinezza (Youth Without Youth), regia di Francis Ford Coppola (2007) - cameo
- Che - Guerriglia (Che: Part Two), regia di Steven Soderbergh (2008) - cameo
- The Informant!, regia di Steven Soderbergh (2009)
- Invictus - L'invincibile (Invictus), regia di Clint Eastwood (2009)
- Green Zone, regia di Paul Greengrass (2010)
- Hereafter, regia di Clint Eastwood (2010)
- Il Grinta (True Grit), regia di Joel e Ethan Coen (2010)
- I guardiani del destino (The Adjustment Bureau), regia di George Nolfi (2011)
- Contagion, regia di Steven Soderbergh (2011)
- Margaret, regia di Kenneth Lonergan (2011)
- La mia vita è uno zoo (We Bought a Zoo), regia di Cameron Crowe (2011)
- Promised Land, regia di Gus Van Sant (2012)
- Elysium, regia di Neill Blomkamp (2013)
- The Zero Theorem - Tutto è vanità (The Zero Theorem), regia di Terry Gilliam (2013)
- Monuments Men (The Monuments Men), regia di George Clooney (2014)
- Interstellar, regia di Christopher Nolan (2014)
- Sopravvissuto - The Martian (The Martian), regia di Ridley Scott (2015)
- Jason Bourne, regia di Paul Greengrass (2016)
- The Great Wall, regia di Zhāng Yìmóu (2016)
- Thor: Ragnarok, regia di Taika Waititi (2017) - cameo non accreditato
- Suburbicon, regia di George Clooney (2017)
- Downsizing - Vivere alla grande (Downsizing), regia di Alexander Payne (2017)
- Unsane, regia di Steven Soderbergh (2018) - cameo non accreditato
- Deadpool 2, regia di David Leitch (2018) - cameo non accreditato[25]
- Le Mans '66 - La grande sfida (Ford v. Ferrari), regia di James Mangold (2019)
- Jay e Silent Bob - Ritorno a Hollywood (Jay and Silent Bob Reboot), regia di Kevin Smith (2019)
- La ragazza di Stillwater (Stillwater), regia di Tom McCarthy (2021)
- No Sudden Move, regia di Steven Soderbergh (2021) - cameo
- The Last Duel, regia di Ridley Scott (2021)
- Thor: Love and Thunder, regia di Taika Waititi (2022) - cameo
- Air - La storia del grande salto (Air), regia di Ben Affleck (2023)
- Oppenheimer, regia di Christopher Nolan (2023)
- Drive-Away Dolls, regia di Ethan Coen (2024) - cameo
- The Instigators, regia di Doug Liman (2024)

#### Televisione
- Tutte pazze per Charlie (Rising Son), regia di John Coles - film TV (1990)
- The Good Old Boys, regia di Tommy Lee Jones - film TV (1995)
- Will & Grace - serie TV, episodio 4x16 (2002)
- Enturage - serie TV, episodio 6x12 (2009)
- 30 Rock - serie TV, 4 episodi (2010)
- Dietro i candelabri (Behind the Candelabra), regia di Steven Soderbergh - film TV (2013)
- House of Lies - serie TV, 1 episodio (2013)

### Sceneggiatore
- Will Hunting - Genio ribelle (Good Will Hunting), regia di Gus Van Sant (1997)
- Gerry, regia di Gus Van Sant (2002)
- Promised Land, regia di Gus Van Sant (2012)
- The Last Duel, regia di Ridley Scott (2021)

### Doppiatore
- Titan A.E., regia di Don Bluth, Gary Goldman e Art Vitello (2000)
- The Majestic, regia di Frank Darabont (2001)
- Spirit - Cavallo selvaggio (Spirit: Stallion of the Cimarron), regia di Kelly Asbury e Lorna Cook (2002)
- Ponyo sulla scogliera (Ponyo on the Cliff by the Sea), regia di Hayao Miyazaki (2008)
- Inside Job, regia di Charles H. Ferguson (2010)
- Happy Feet 2, regia di George Miller (2011)
- IF - Gli amici immaginari (IF), regia di John Krasinski (2024)

### Produttore
- L'ultima estate - Ricordi di un'amicizia (Stolen Summer), regia di Pete Jones (2002)
- Duetto a tre (The Third Wheel), regia di Jordan Brady (2002)
- Speakeasy, regia di Brendan Murphy (2002)
- La battaglia di Shaker Heights (The Battle of Shaker Heights), regia di Efram Potelle e Kyle Rankin (2003)
- Feast, regia di John Gulager (2005)
- Promised Land, regia di Gus Van Sant (2012)
- Manchester by the Sea, regia di Kenneth Lonergan (2016)
- Jason Bourne, regia di Paul Greengrass (2016)
- Incorporated, serie tv di David e Àlex Pastor (2016 - in corso)
- The Last Duel, regia di Ridley Scott (2021)
- Air - La storia del grande salto (Air), regia di Ben Affleck (2023)
- Piccole cose come queste (Small Things Like These), regia di Tim Mielants (2024)
- The Instigators, regia di Doug Liman (2024)
- Inarrestabile (Unstoppable), regia di William Goldenberg (2025)

## Riconoscimenti
- Premio Oscar
  - 1998 – Miglior sceneggiatura originale per Will Hunting - Genio ribelle
  - 1998 – Candidatura per il miglior attore protagonista per Will Hunting - Genio ribelle
  - 2010 – Candidatura per il miglior attore non protagonista per Invictus - L'invincibile
  - 2016 – Candidatura per il miglior attore protagonista per Sopravvissuto - The Martian
  - 2017 – Candidatura per il miglior film per Manchester by the Sea
- Golden Globe
  - 1998 – Miglior sceneggiatura per Will Hunting - genio ribelle
  - 1998 – Candidatura per il miglior attore in un film drammatico per Will Hunting - genio ribelle
  - 2000 – Candidatura per il miglior attore in un film drammatico per Il talento di Mr. Ripley
  - 2010 – Candidatura per il miglior attore in un film commedia o musicale per The Informant!
  - 2010 – Candidatura per il miglior attore non protagonista per Invictus - L'invincibile
  - 2014 – Candidatura per il miglior attore in una mini-serie o film per la televisione per Dietro i candelabri
  - 2016 – Miglior attore in un film commedia o musicale per Sopravvissuto - The Martian[26]
  - 2017 – Candidatura per il miglior film drammatico per Manchester by the Sea
  - 2024 - Candidatura per il miglior attore in un film commedia o musicale per Air - La storia del grande salto
- Premio BAFTA
  - 2014 – Candidatura per il miglior attore non protagonista per Dietro i candelabri
  - 2016 – Candidatura per il miglior attore per Sopravvissuto - The Martian[27]
  - 2017 – Candidatura per il miglior film per Manchester by the Sea
- AACTA International Award
  - 2016 – Candidatura per il miglior attore protagonista per Sopravvissuto - The Martian
- Critics' Choice Award
  - 1998 – Miglior sceneggiatura originale per Will Hunting - Genio ribelle
  - 1998 – Artista dell'anno per Will Hunting - Genio ribelle
  - 2005 – Candidatura per il miglior cast per Ocean's Twelve
  - 2007 – Candidatura per il miglior cast per The Departed - Il bene e il male
  - 2010 – Candidatura per il miglior attore non protagonista per Invictus - L'invincibile
  - 2011 – Joel Siegel Award
  - gennaio 2016 – Candidatura per il miglior attore per Sopravvissuto - The Martian[28]
  - dicembre 2016 – Candidatura per il miglior attore in un film d'azione per Jason Bourne
- London Critics Circle Film Award
  - 1999 – Candidatura per la miglior sceneggiatura per Will Hunting – Genio ribelle
  - 1999 – Candidatura per l'attore dell'anno per Will Hunting - Genio ribelle, L'uomo della pioggia – The Rainmaker e Salvate il soldato Ryan
- Premio Emmy
  - 2002 – Candidatura per il miglior programma realtà per Project Greenlight
  - 2004 – Candidatura per il miglior programma realtà per Project Greenlight
  - 2005 – Candidatura per il miglior programma realtà per Project Greenlight
  - 2011 – Candidatura per il miglior attore guest star in una serie tv commedia per 30 Rock
  - 2013 – Candidatura per il miglior attore in una miniserie o film tv per Dietro i candelabri
  - 2016 – Candidatura per il miglior programma realtà per Project Greenlight
- Satellite Award
  - 1998 – Candidatura per il miglior attore in un film drammatico per Will Hunting - Genio ribelle
  - 1998 – Miglior sceneggiatura originale per Will Hunting - Genio ribelle
  - 2006 – Miglior cast per The Departed - Il bene e il male
  - 2009 – Candidatura per il miglior attore in un film commedia o musicale per The Informant![29]
  - 2013/2014 – Candidatura per il miglior attore in una miniserie o film per la televisione per Dietro i candelabri
  - 2016 – Candidatura per il miglior attore per Sopravvissuto - The Martian[30]
- Saturn Award
  - 2005 – Candidatura per il miglior attore per The Bourne Supremacy
  - 2016 – Candidatura per il miglior attore per Sopravvissuto - The Martian[31]
- Screen Actors Guild Award
  - 1998 – Candidatura per il miglior attore per Will Hunting - Genio ribelle
  - 1998 – Candidatura per il miglior cast cinematografico per Will Hunting - Genio ribelle
  - 1999 – Candidatura per il miglior cast cinematografico per Salvate il soldato Ryan
  - 2007 – Candidatura per il miglior cast cinematografico per The Departed - Il bene e il male
  - 2010 – Candidatura per il miglior attore non protagonista per Invictus - L'invincibile
  - 2014 – Candidatura per il miglior attore in una miniserie o film per la televisione per Dietro i candelabri
  - 2024 - Miglior cast cinematografico per Oppenheimer

## Doppiatori italiani
Nelle versioni in italiano delle opere in cui ha recitato, Matt Damon è stato doppiato da:
- Riccardo Rossi in Geronimo, Il giocatore - Rounders, Scoprendo Forrester, Passione ribelle, Ocean's Eleven - Fate il vostro gioco, Ocean's Twelve, Syriana, Ocean's Thirteen, Invictus - L'invincibile, Hereafter, Promised Land, House of Lies, Elysium, Dietro i candelabri, Interstellar, The Great Wall, Lo scandalo Weinstein, La ragazza di Stillwater, No Sudden Move, Oppenheimer
- Francesco Bulckaen in Will & Grace, Il talento di Mr. Ripley, Jay & Silent Bob... Fermate Hollywood!, Duetto a tre, The Bourne Identity, Project Greenlight, Fratelli per la pelle, Jersey Girl, The Bourne Supremacy, I fratelli Grimm e l'incantevole strega, The Bourne Ultimatum - Il ritorno dello sciacallo, The Zero Theorem - Tutto è vanità, Jason Bourne, Downsizing - Vivere alla grande, Jay e Silent Bob - Ritorno a Hollywood, Air - La storia del grande salto, The Instigators
- Massimiliano Manfredi in Mystic Pizza, L'uomo della pioggia - The Rainmaker, Dogma, The Departed - Il bene e il male, The Good Shepherd - L'ombra del potere, Green Zone, Il Grinta, I guardiani del destino, Contagion, Monuments Men, Suburbicon, Unsane, Drive-Away Dolls
- Simone D'Andrea in Sopravvissuto - The Martian, Le Mans '66 - La grande sfida, The Last Duel
- Fabio Boccanera in Il coraggio della verità, La leggenda di Bagger Vance, EuroTrip, La mia vita è uno zoo
- Gabriele Lopez in Thor: Ragnarok, Thor: Love and Thunder
- Alessio Cigliano in 30 Rock, Un'altra giovinezza
- Gianluca Tusco in Scuola d'onore
- Francesco Venditti in In cerca di Amy
- Christian Iansante in Will Hunting - Genio ribelle
- Fabrizio Manfredi in Salvate il soldato Ryan
- Riccardo Niseem Onorato in Entourage
- Oreste Baldini in The Informant!
- Francesco Pezzulli in Margaret
- Stefano Thermes in Deadpool 2

Da doppiatore è sostituito da:
- Francesco Bulckaen in Titan A.E., The Majestic
- Giorgio Borghetti in Spirit - Cavallo selvaggio
- Riccardo Rossi in Inside Job
- Linus in Happy Feet 2
- Alessandro Rigotti in IF - Gli amici immaginari